# Marquesado de Bayona
El marquesado de Bayona fue un título nobiliario español creado por el rey Felipe IV de España en 5 de marzo de 1621 a favor de Jerónimo de Pimentel Zúñiga y Requesens, general de la caballería ligera de Milán y virrey de Cerdeña.
El título de marqués de Bayona quedó cancelado en 1789 cuando el rey Carlos IV autorizó al VII marqués a enajenar el título, con la denominación de Colonilla, a Beltrán Dovat, caballero francés vecino de Bilbao.

## Historia de los marqueses de Bayona
- Jerónimo Pimentel Zúñiga y Requesens (m. 15 de abril de 1631), I marqués de Bayona,[1] caballero de la Orden de Calatrava, comendador de la Esparra en la Orden, virrey de Cerdeña (1626-1631) y general de las galeras de España.[3] Era hijo de Juan Alonso Pimentel de Herrera, VIII conde de Benavente y V duque de Benavente, y de su segunda esposa, Mencía de Zúñiga y Requesens.[4]

Contrajo un primer matrimonio, con Clara Lucadelli. Casó en segundas nupcias, el 13 de julio de 1620, con María Eugenia de Bazán Manrique de Lara y Benavides (m. 11 de noviembre de 1677), IV marquesa de Santa Cruz, grande de España, IV marquesa del Viso y dama de la reina Isabel de Borbón. Sucedió su hija del segundo matrimonio:
- Mencía Pimentel y Bazán, II marquesa de Bayona.[3]

Casó, siendo la primera esposa, con Enrique de Benavides y Bazán. Sucedió su hijo:

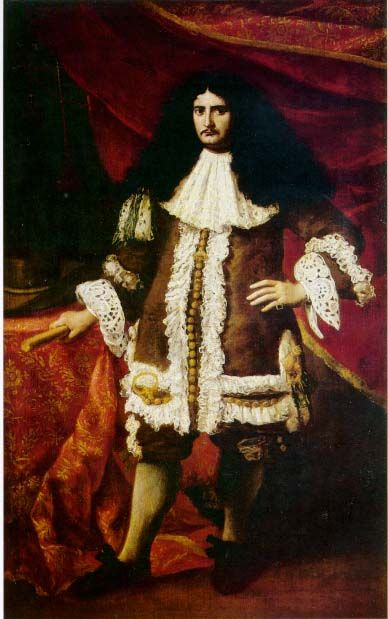
Francisco Diego de Bazán y Benavides, III marqués de Bayona, por Juan Carreño de Miranda

- Francisco Diego de Bazán y Benavides (m. 1680), III marqués de Bayona,[3] V marqués de Santa Cruz, grande de España,[1] VI marqués del Viso, capitán general de las galeras de España y Nápoles y virrey de Sicilia.

Caso, en 1662, con Francisca de Velasco y Ayala, hija de Bernardino Fernández de Velasco y López de Ayala, VII conde de Fuensalida y I conde de Colmenar de Oreja, y de su primera esposa, Isabel de Benavides y Carrillo de Toledo. Sucedió su hijo:
- José Bernardino de Bazán y Benavides (m. 27 de septiembre de 1693), IV marqués de Bayona,[3] VI marqués de Santa Cruz, grande de España,[1] VII marqués del Viso y caballero de la Orden de Santiago.[3]

Casó el 16 de octubre de 1690, en Madrid, con María Manuela de Lancaster y Noronha. Sucedió su hermano:
- Álvaro Antonio de Bazán y Benavides (m. 24 de septiembre de 1737), V marqués de Bayona,[3] VII marqués de Santa Cruz,[1] VIII marqués del Viso, teniente general, mayordomo mayor de la reina y caballero de la Orden del Toisón de Oro.[1]

Contrajo matrimonio en 1696 con María Manuela de Villela y Álava. Sucedió su primo, por renuncia-cesión de su madre María Manuela Alagón de Benavides (m. 1737), VI marquesa de Villasor y IV condesa de Monsanto (título de Cerdeña) —hija de Ana María Nicolasa Pimentel y Benavides de Bazán y de su primo y esposo, Artal de Alagón y Pimentel, V marqués de Villasor—, casada con José de Silva-Meneses y Sfondrato:
- Pedro Artal de Silva-Meneses y Bazán (m. 27 de septiembre de 1744), VI marqués de Bayona,[3] VIII marqués de Santa Cruz, grande de España,[1] IX marqués del Viso, VII marqués de Villasor, V conde de Monsanto y mayordomo del infante Felipe.[3]

Casó el 23 de abril de 1729 con María Rosario Sarmiento de Sotomayor, IV marquesa de Arcicóllar y VII condesa de Pie de Concha. Sucedió su hijo:

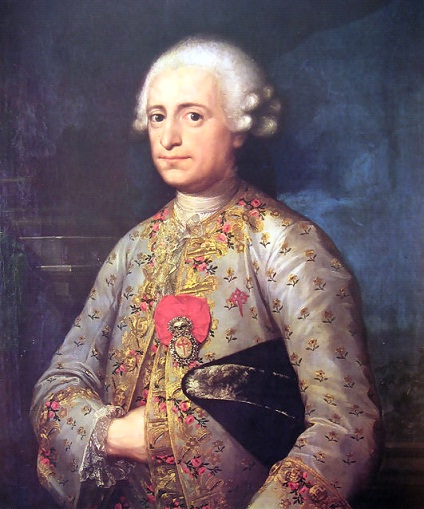
José Joaquín de Silva-Bazán, VII y último marqués Bayona

- José Joaquín de Silva-Bazán (m. 2 de febrero de 1802), VII y último marqués de Bayona,[3] IX marqués de Santa Cruz, grande de España,[1] X marqués del Viso, VIII conde de Pie de Concha,[3] director de la Real Academia Española y  mayordomo mayor de los reyes Carlos III y Carlos IV.

Casó en primeras nupcias el 2 de febrero de 1755 con María Soledad Fernández de la Cueva y Silva, VI marquesa de Cadreita y VIII condesa de la Torre. Contrajo un segundo matrimonio el 16 de abril de 1781 con Mariana Waldstein.